# Louis de Rye
Louis de Rye, né en Franche-Comté et mort le 25 août 1550, a été évêque de Genève au XVIe siècle.

## Biographie

### Origines
Louis de Rye est originaire de Franche-Comté. Il est le fils de Simon, seigneur de Rye, de Balançon et de Dissey, et de Jeanne de La Baume, fille de Guillaume de La Baume-Montrevel,. Son père est conseiller et chambellan de l'archiduc Philippe. Le couple a douze enfants, dont Philibert,.
Ils sont des neveux de Pierre de La Baume, leur prédécesseur sur le siège épiscopal de Genève (1522–1544),.

### Carrière ecclésiastique
Louis de Rye suit son oncle, Pierre de La Baume, qui monte sur le trône de Genève. Ce dernier le fait co-adjuteur. Il a reçu en commande l'abbaye d'Auberive, en 1519, et il est également prieur de Saint-Pierre de Gigny. Paul III, dans un Indult, du 28 août 1535, lui permet de posséder, en même temps, l'ensemble de ses bénéfices. Ce qu'il applique lorsqu'il devient évêque.
Le pape Paul III le nomme pour monter sur le trône épiscopal de Genève, en juillet 1543. Le siège épiscopal est transféré de Genève, passée à la Réforme, à Annecy. Le diocèse de Genève et le duché de Savoie sont à cette période occupés par le roi de France, Henri II.
Il ne prend possession de son trône que le 30 octobre 1546, par l'intermédiaire de son procureur Louis Ducret.
Il est nommé abbé commendataire de l'abbaye de Saint-Claude, le 6 septembre 1644, soit quatre mois après la mort de son oncle. Il prend la tête de l'abbaye Notre-Dame d'Acey, l'année suivante. Il choisit comme co-adjuteur son frère Philibert.
Guillaume Furbit (ou Furby/Furbitus), curé de la paroisse, docteur en Sorbonne et évêque in partibus d'Alessio (it) (Lezhë),, administre le diocèse en son nom, comme évêque auxiliaire.
Louis de Rye meurt le 25 août 1550,.

## Héraldique
Les armes de la famille de Rye se blasonnent ainsi d'azur à l'aigle éployé d'or. Un jeton de l'évêque, de 1547, est accompagné de la devise « Non cras quod hodie » (demain sera différent d'aujourd'hui).